# Maria Larssons evige øjeblik
Maria Larssons evige øjeblik er en svensk spillefilm fra 2008 instrueret af Jan Troell efter et manuskript af Niklas Rådström. Filmen blev udgivet i Sverige den 24. september 2008 og udkom i Danmark en måned senere den 31. oktober.

## Handling
I en tid med stor social uro og fattigdom vinder den unge arbejderklassekvinde Maria et kamera i et lotteri. Maria er gift med den charmerende Sigge, men hverdagen er hård, for Sigge har hang til alkohol og kvinder og med en børneflok på syv og for få penge, er det ikke nemt at få det til at løbe rundt. Kameraet giver Maria mulighed for et pusterum i hverdagen, og gennem kameralinsen begynder hun at se verden med nye øjne. Men hendes nyerhvervede klarsyn bliver hurtigt en trussel for Sigge - men samtidig bringer det også den charmerende fotograf Pedersen ind i hendes liv.

## Medvirkende (i udvalg)
- Mikael Persbrandt som Sigfrid Larsson
- Maria Heiskanen som Maria Larsson
- Emil Jensen som Englund
- Jesper Christensen som Sebastian Pedersen
- Ghita Nørby som Fagerdal
- Amanda Ooms som Mathilda
- Maria Kulle som tante Anna
- Antti Reini som kaptajnen
- Ann Petrén som Ida
- Claire Wikholm som farmor Karna
- Michael Segerström som Olsson
- Hans Alfredson som fængselsbetjent
- Maria Lundqvist som Petrén